# Thé à la menthe ou t'es citron ?

Thé à la menthe ou t'es citron ? est une pièce de théâtre comique de Patrick Haudecœur et Danielle Navarro-Haudecœur.  
Cette pièce, plusieurs fois reprises, par des comédiens professionnels ou amateurs, met en scène des comédiens qui font leur dernière répétition puis leur première représentation publique le lendemain. C'est du théâtre dans le théâtre. Elle est nommée au Molière du meilleur spectacle comique en 2010 puis lauréate du Molière du meilleur spectacle comique en 2011.

## Résumé
La scène débute dans un salon. Un majordome, prénommé Victor, vient annoncer à la maîtresse de maison, la comtesse Marie-Agnès, la venue d’Henri Dujardin qui vient rapporter le porte-cigarette qu’elle avait oublié lors d’une soirée. En engageant la conversation avec la comtesse, il apprend que son mari est en voyage d’affaire aux Indes. Pendant que la comtesse commande du thé au majordome, Henri Dujardin dit en aparté que cette nouvelle le réjouit, car elle va lui permettre de mettre son « pan au ploint ». Le majordome demande : « Thé à la menthe ou thé citron ? » Le thé arrive et, au moment de le boire, le comédien qui joue Dujardin le renverse sur l’actrice — C'est à ce moment-là que le public comprend qu'il s'agit d'une pièce dans une pièce. La répétition s’interrompt alors car l’actrice exprime sa colère à la metteuse en scène : « À chaque fois c’est la même chose, il est vraiment neuneu celui-là ! » Arrive sur scène Richard, qui demande si c’est à son tour de jouer, mais ce n'est pas le cas. La scène est rejouée, Clara, la metteuse en scène, demande à Dujardin de mieux jouer son aparté, il le refait en imitant le mouvement des ailes du papillon. En plein milieu de la réplique, arrive le technicien qui interrompt la scène pour des soucis de lumière dans les loges. Comme la répétition est à nouveau interrompue, la metteuse en scène en profite pour demander un meilleur éclairage ; s’ensuit un jeu de lumière. Richard revient alors sur scène, mais ce n’est toujours pas son tour. 
Arrive la répétition de la scène de la déclaration d’amour et du baiser, mais l’acteur qui joue Dujardin, d’un naturel timide et cruche (on apprend qu'il a eu le rôle car c’est le fils de l’auteur de cette pièce), fait une accolade à la comtesse à la place du baiser. Tout le monde s’en mêle, chacun donne son avis et la metteuse en scène répète sa phrase fétiche : « C’est un petit détail, on verra ça plus tard ». Cette dernière demande à la costumière de fournir un costume raffiné et romantique pour Dujardin. La répétition reprend : Dujardin prétend aller se reposer mais il fait un nouvel aparté où il annonce qu’il est un gentleman cambrioleur venu pour dérober les bijoux de la comtesse. Il se retrouve seul dans le salon avec la robe de chambre du mari sur le dos. Il réfléchit à voix haute à l’endroit où pourraient se trouver les bijoux, cherche derrière le tableau, va sous le bureau à la recherche d’un tiroir à double fond. À ce moment, débarque le majordome qui, voyant la robe de chambre, pense que c’est Monsieur le comte qui est rentré plus tôt et qui est bloqué sous le bureau pour cause de coliques, puis repart lui préparer du thé à la menthe pour le soigner. Dujardin entend Victor revenir et va se cacher dans l’armoire dans laquelle l'acteur se blesse ; il saigne et se plaint à Clara. De nouveau, tout le monde s’en mêle, et pour calmer la tension, Clara répète sa phrase fétiche. L'acteur qui joue Dujardin retourne en coulisse et c’est enfin la scène de Richard, qui interprète Monsieur le comte et maitrise mal ses répliques.
Monsieur le comte est rentré de voyage plus tôt que prévu. Il est surpris de ne voir personne dans le salon, il sort de sa poche des boucles d’oreilles qu’il a rapportées pour son épouse, elles tombent de ses mains et glissent sous le bureau, il va alors les ramasser. À ce moment-là, la comtesse arrive et est surprise par la présence de son mari. Elle l’envoie voir les geraniums qu’elle a plantés, afin de gagner du temps pour retrouver Henri et le faire quitter la maison. Réapparait alors Dujardin, vêtu comme un Romain. Clara appelle aussitôt la costumière qui avait finalement compris un costume de « Rome antique ». La répétition reprend : Dujardin a trouvé les bijoux dans l’armoire, il s’apprête à partir mais arrive Victor qui tient un pistolet. À son tour, il lui vole les bijoux puis révèle à la fois qu’il est lui-même un voleur et que son pistolet n’était pas chargé. Il se sauve aussitôt avec les bijoux, en laissant le pistolet aux mains de Dujardin. Richard arrive alors dans le salon et découvre Dujardin avec l'arme. Arrive ensuite la comtesse qui voit l’arme braquée sur son mari ; elle prend un seau (supposé être un vase) placé sur la cheminée, assomme Dujardin et ainsi sauve la vie de son mari.
La répétition est achevée, le rideau se ferme. Le public entend du vacarme dans les coulisses. Le technicien vient annoncer au public que la première ne pourra pas se jouer car le comédien jouant le rôle du majordome a été victime d’un malaise. Peu après, le technicien revient et annonce qu’une solution a été trouvée pour remplacer le comédien malade.
Le rideau toujours baissé, le public entend deux coups au lieu des trois habituels. La première de Thé à la menthe ou t’es citron ? est annoncée. Le rideau se lève et le public découvre un magnifique décor du XIXe siècle, une comtesse vêtue d’une belle robe d’époque et coiffée d’une perruque, puis le majordome Victor qui en fait est devenu la majordome Sophie, jouée au pied levé par la metteuse en scène, et enfin un monsieur Dujardin élégant dans un costume trois pièces jaune.
La première commence donc. Les comédiens tremblent de trac et sont impressionnés par le public, surtout celui qui interprète Dujardin. La première scène est pleine de maladresses. Dans le salon, la comtesse lit un livre qu’elle tient à l’envers. Dujardin entre en scène et s’assoit sur le fauteuil sur lequel un marteau a été oublié ; il le prend et le jette à la comtesse. Dujardin s’empêtre dans ses répliques : « Oui, du thé à la verveine, cela me rappelle l’Inde ». Puis il se lève et accroche malencontreusement la perruque de la comtesse avec son bras. Celle-ci essaie de la récupérer tant bien que mal et la remet de travers sur sa tête. Les comédiens parlent de la pluie qu’ils entendent tomber et à ce moment le technicien du son envoie de la musique classique au lieu du bruit de la pluie.
Dujardin déclare sa flamme et fait un baisemain à la comtesse ; l'acteur s’aperçoit alors que sa fausse moustache est restée accrochée au dos de la main de la comtesse. Il la suit du regard en même temps que la comtesse sert le thé. Il parvient à la récupérer, mais il la remet sur son nez. Il exprime explicitement sur scène sa joie de l’avoir retrouvée et, en ouvrant les bras, assomme la comtesse. Le rideau tombe.
Le rideau s'ouvre à nouveau pour la suite de la pièce. Sur scène, Dujardin a revêtu la robe de chambre de Monsieur le Comte. Il dit avoir passé deux jours à chercher les bijoux en vain. Il s’approche d'un gramophone et hésite à le mettre en marche car lors des répétitions, cette action avait provoqué une panne électrique dans le théâtre. Il finit toutefois par le mettre en route mais aucune musique ne se déclenche. L'actrice qui joue la comtesse entre dans le salon et crie sa réplique « arrêtez cette musique » avant de se rendre compte qu’il n’y en a pas. On lit la panique sur son visage. Puis la comtesse parle de Victor en disant « elle ». 
De nouveau seul en scène, Dujardin cherche les bijoux. Il s’en va à gauche de la scène pour regarder derrière le tableau. Or, pour la première, le tableau a été accroché sur le mur de droite. Il finit par monter sur une chaise pour le décrocher mais n’arrive plus à le raccrocher et l’assise de la chaise cède sous son poids. Il se retrouve les deux jambes coincées dans la chaise sans fond. Puis il se dirige vers le bureau à la recherche d’un tiroir à double fond. Arrive Sophie la majordome qui prononce ses répliques sur les coliques et le thé à préparer. Dujardin doit ensuite se cacher dans l’armoire, mais elle ne veut pas s’ouvrir. Le comte rentre de voyage et ne trouve plus les boucles d’oreilles ; le technicien finit par les lui apporter. Le comte va ensuite ramasser les boucles d’oreilles sous le bureau et l'acteur se fait un tour de rein ; il est coincé puis repart en coulisse. Arrive la scène du vol des bijoux qui est pleine de péripéties, par exemple avec un coup de feu alors que le pistolet est supposé ne pas être chargé. Sophie s’enfuit avec les bijoux. La comtesse doit assommer Dujardin avec un vase, mais celui-ci reste collé au socle de la cheminée ; elle le frappe donc avec un plateau. La comtesse et le comte prononcent leurs répliques. La pièce se termine avec l’apparition de Victor, le vrai majordome, tenant un plateau et disant : « Thé à la menthe ou thé citron ? »

## Historique
Cette pièce de théâtre comique de Patrick Haudecœur et Danielle Navarro-Haudecœur, est créée par ses auteurs à Paris, au Café de la Gare en juin 1991. Elle est représentée plus de 200 fois dans ce théâtre, avec Jacques Courtès, Jean-Pierre Lazzerini, Véronique Lemoine et François Legrand, puis au théâtre des Variétés de septembre 1992 au 1er avril 1993, Véronique Barrault remplaçant alors Véronique Lemoine. Elle a reçu le Molière du meilleur spectacle comique 2011 pour sa nouvelle mise en scène par Patrick Haudecœur au théâtre Fontaine. Elle a été reprise ensuite à plusieurs reprises, par des comédiens professionnels ou amateurs. Des tournées sont également organisées. 
Vingt ans plus tard, dans les années 2010, la pièce est représentée à nouveau au théâtre Fontaine,.
Le metteur en scène est Patrick Haudecœur et les acteurs sont Nathalie Cerda ou Marie Lenoir, Urbain Cancelier, Éliza Maillot, Bernard Fructus, Sandra Biadalla, Edouard Prétet, Guillaume Laffly ou Bob Martet, Michel Lagueyrie, Marina Valleix.
Durant la « répétition » le décor est en chantier. La peinture n'est pas finie, le mobilier n'est pas adapté au contexte de la pièce et même défaillant (un seau au lieu d’un vase, des gobelets au lieu de tasses et soucoupes à café). Les comédiens sont en habit de ville, sauf le majordome qui joue déjà en costume pour mieux s’imprégner de son personnage. La personne en régie fait des tests de lumière, il y a aussi une coupure de courant qui plonge la salle dans l’obscurité pendant quelques secondes et des effets sonores tels que le bruit de la pluie ou une musique baroque.
Pour la « Première », un papier peint a été posé, le mobilier et les costumes sont d'époque, mais pas de la bonne, la couturière s'étant trompée. Les effets sonores ont été inversés, créant un effet de surprise qui fait rire la salle.

## Distinctions
- Molières 2010 : nommée au Molière du meilleur spectacle comique (Théâtre Fontaine)[3],[4]

- Molières 2011 : lauréate du Molière du meilleur spectacle comique (Théâtre Fontaine)